# 74 км (колійний пост, Одеська залізниця)
74 кілометр — колійний пост Одеської дирекції Одеської залізниці на лінії Побережжя — Підгородна.
Розташований у селі Вишневе Любашівського району Одеської області між станціями Заплази (8 км) та Любашівка (3 км).
На платформі зупиняються приміські поїзди